# Миколай Гербурт Одновський (краківський воєвода)

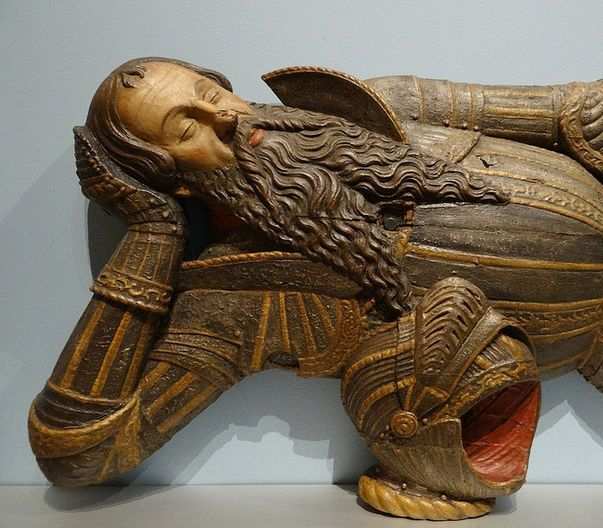
Микола Гербурт Одновський 1550—1551. Дерев'яна фігура, різьблення по дереву для подальшого виготовлення бронзового надгробку, автор Панкрац Лябенвольф з Нюрнберга, 1550—1551. Німецький Національний музей в Нюрнбергу

Миколай Гербурт з Однова і Фельштина гербу Гербурт (перед 1482 — травень 1555)  шляхтич, державний діяч, меценат. Радник королеви Бони. Дядько письменника Миколая Рея.

## Біографія

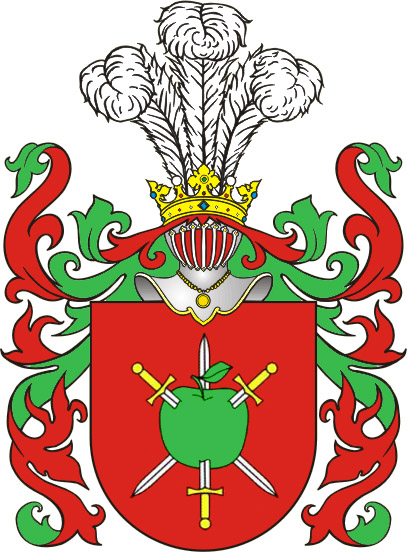
Герб Гербурт

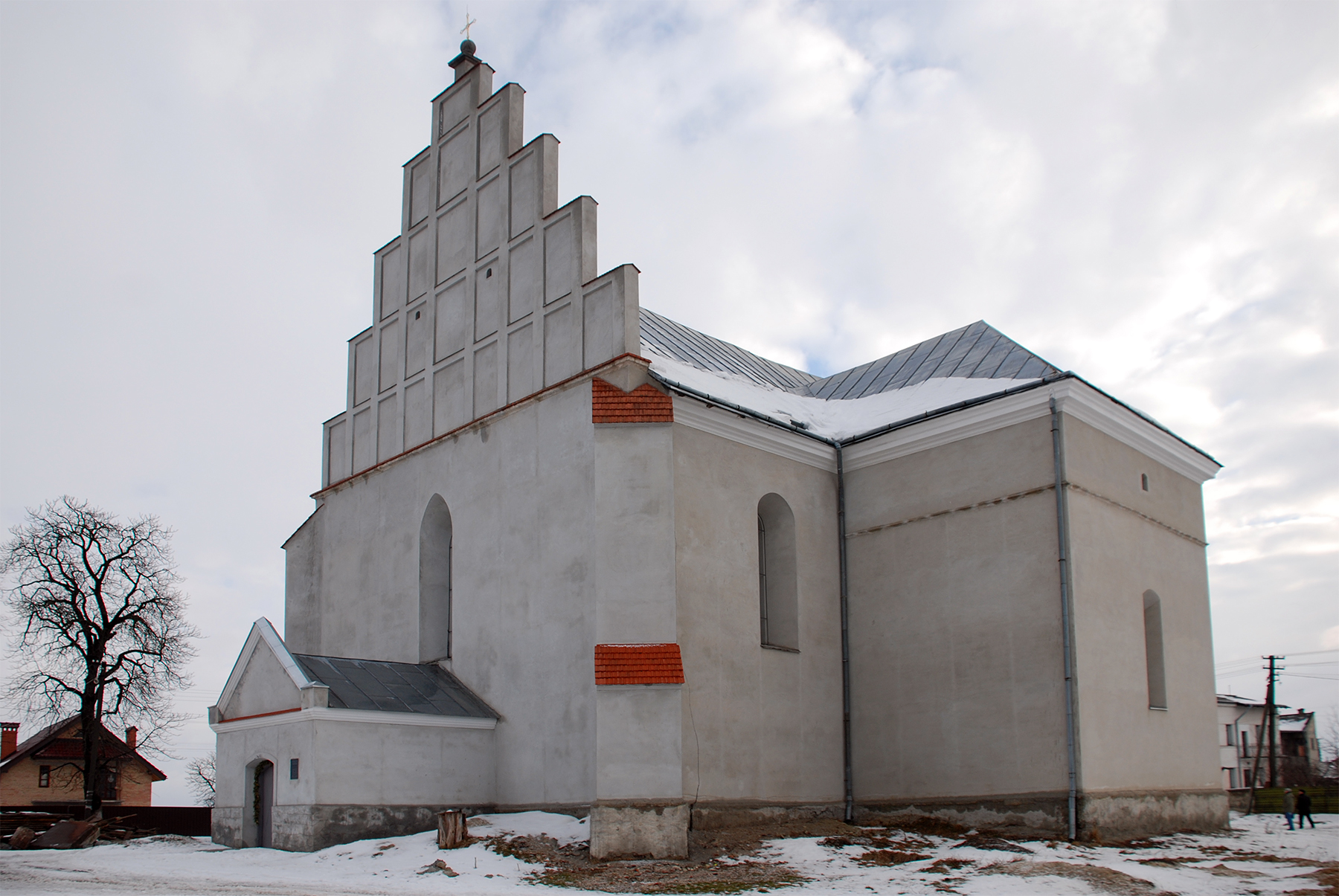
Костел святого Миколая у Куликові

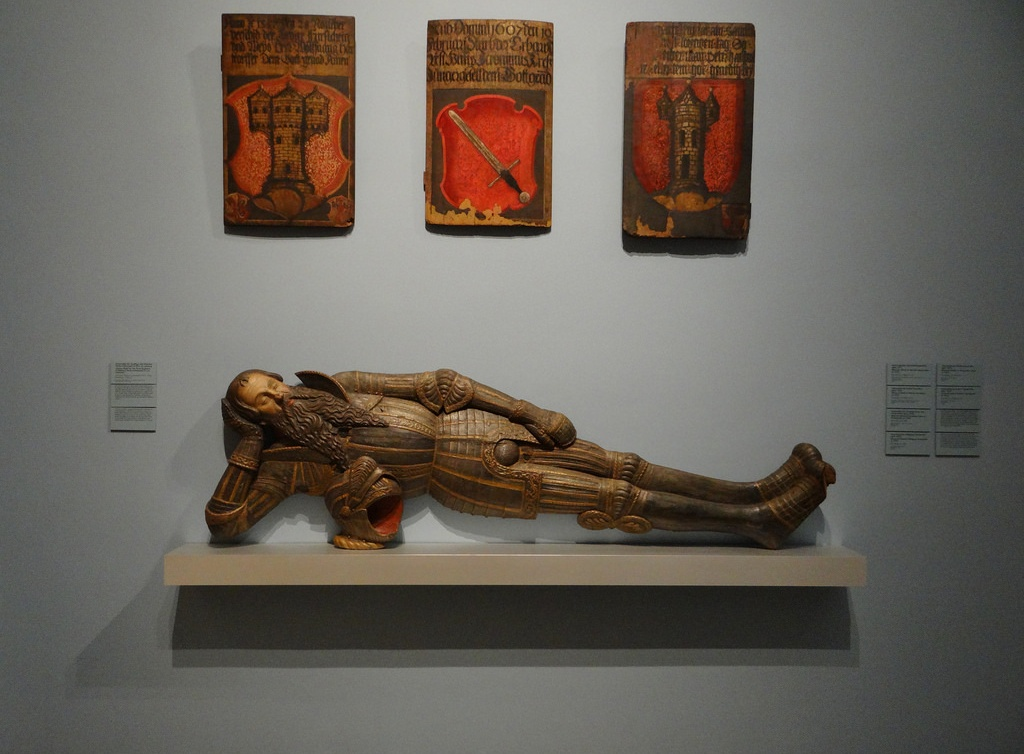
Миколай Гербурт Одновський (Панкрацій Лябенвольф).

Походив з магнатської родини Гербуртів з Віднева (Odnów) поблизу Львова. Син львівського підкоморія, старости бецького та сандецького Пйотра Гербурта та його дружини Беати з Романовських (дочки львівського підчашого).
У судових документах згаданий у 1482 р. У 1516 р. був придворним короля. 1530 р. отримав у спадок від батька посаду львівського підкоморія. У 1535 р. брав участь у виправі на Москву як ротмістр, в тому часі став перемиським каштеляном. 16 квітня 1537 р. отримав відібране у Станіслава Одровонжа Львівське староство (мало 22 села). Під час рокошу 1537 р. (так звана «кокошна війна») став на сторону короля, гостював на замку, перебував у небезпеці під час нападу на нього рокошанина Миколая Собєского. Водночас призначено генеральним старостою Русі.
На вимогу короля 1538 р. керував зміцненням мурів замку Львова. Як довірений королеви Бони, виконував функції намісника королівських лісів, комісара з розмежування королівщин. Як львівський староста мав часті судові суперечки з міщанами Львова, Городка Ягайлонського, Кам'янця-Подільського. Сприяв початку діяльності в публічному житті кузинові — відомому польському поету Миколаєві Рею.

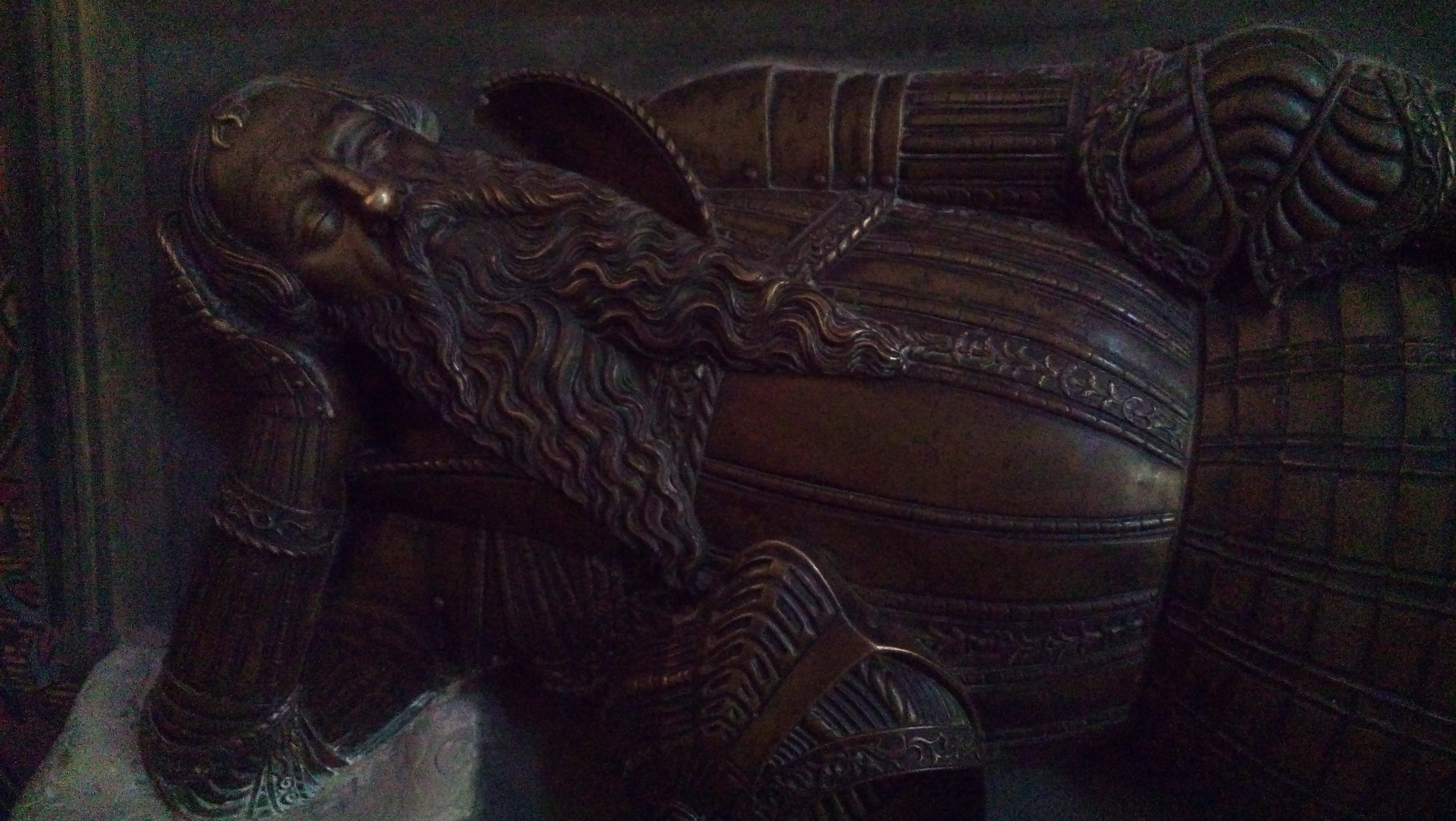
Надгробна бронзова статуя Одновського в Латинському соборі, Львів

Був похований у Латинській катедрі Львова біля фундованого ним вівтаря. Бронзовий надгробок Миколая Гербурта Одновського роботи Панкраца Лябенвольфа з Нюрнберга (1551) зберігся у презбітерії Латинського собору Львова.

### Фундації
- З 1529 року збудував оборонний замок Збоїще біля села Буковсько Сяноцької землі Руського воєводства, де у навколишніх теренах він володів майже 30-ма селищами і фільварками, частину яких отримав 1539 року з королівщин за заслуги.
- Фундатор костелу святого Миколая у Куликові неподалік Львова — чи не останнього готичного храму на теренах Руського воєводства.
- Фундатор виготовлення вівтаря для латинської катедри Львова, який у 1767 році встановили в костелі Внебовзяття Пресвятої Діви Марії села Наварія[6].

### Посади
Каштелян перемишльський (1538), воєвода: сандомирський (1553), краківський (1554/1555), староста львівський, красноставський (1550), сандецький.

### Сім'я
Був одруженим з Анною з Бобрку Ліґензою (1535—1557). Через відсутність спадкоємця його маєтки успадкував Ян Гербурт з Фельштина (або 1553 року написав заповіт, за яким майно перейшло дітям Яна Гербурта з Кукезова, дружині, сестрінку Пйотрові Бажому, сестрениці Анні Чурилівні зі Стоянців — дружині войницького каштеляна Станіслава Мацейовского).